# Szép Jenő

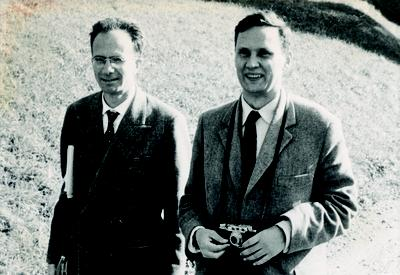
Zappa Guido és Szép Jenő 1961-ben

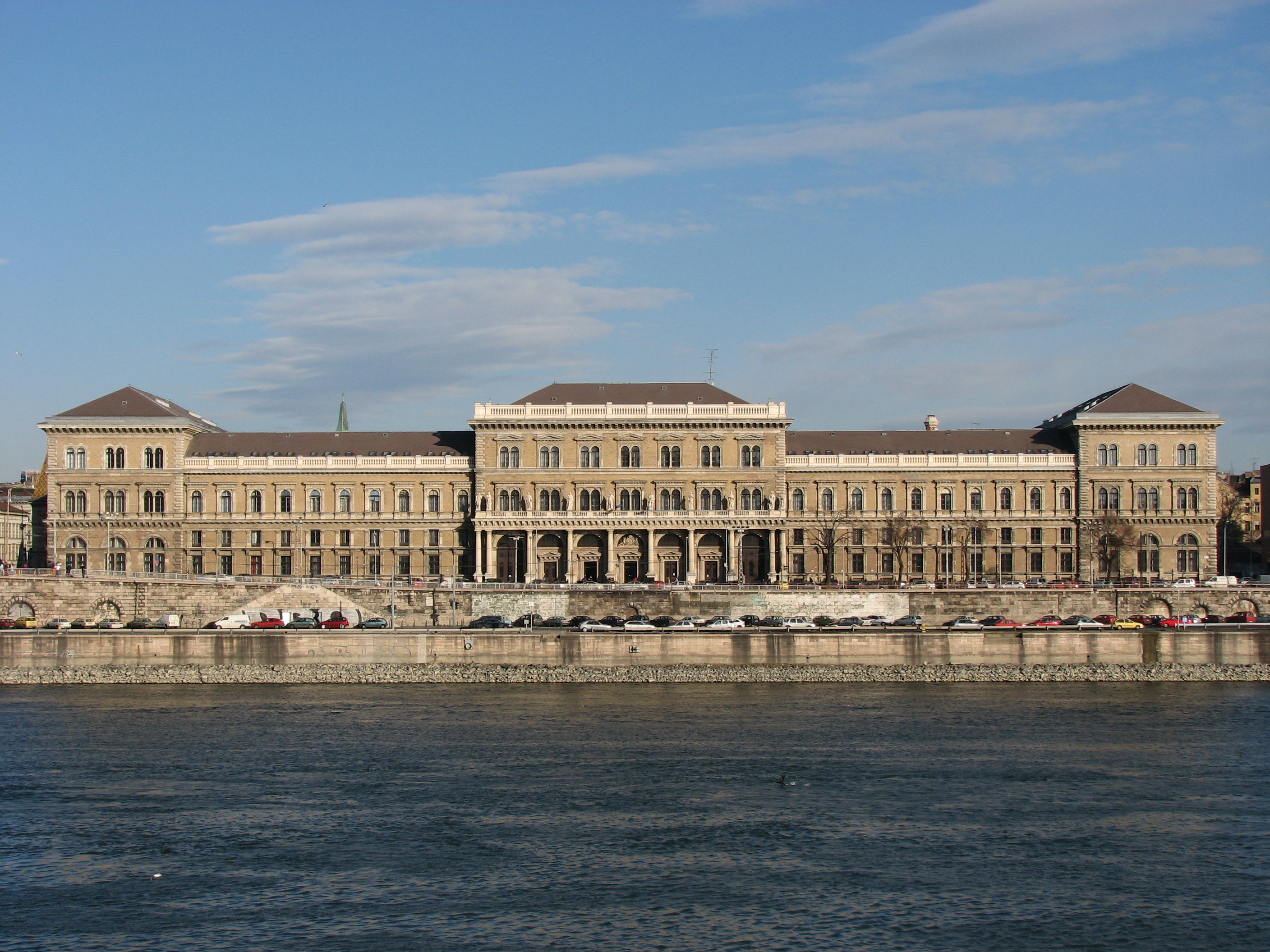
1961–2004 között a Marx Károly Közgazdaságtudományi Egyetemen tanított

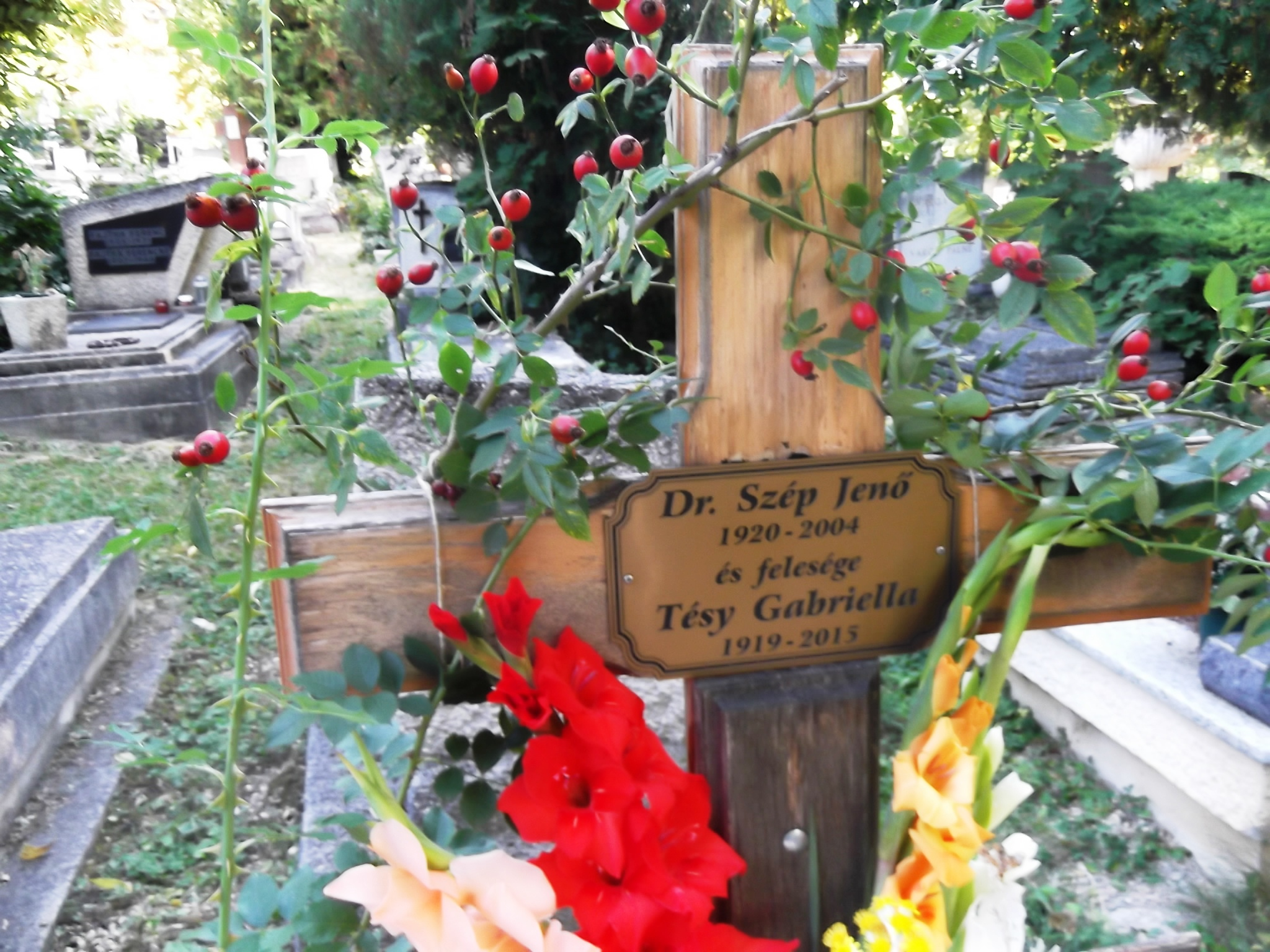
Feleségével közös nyughelye a Farkasréti temetőben (11/1 parcella, 1. sor, 80. sírhely)

Szép Jenő (Budapest, 1920. január 13. – Budapest, 2004. október 18.) magyar matematikus, közgazdász, egyetemi tanár, tanszékvezető, intézeti igazgató. Kutatási területe a csoportelmélet és játékelmélet. Szép Jenő vezetése (1961–1987) alatt a Marx Károly Közgazdaságtudományi Egyetem (MKKE) matematika tanszéke nemzetközileg elismert kutatóhellyé vált, korszerű, színvonalas oktatás folyt. A Pure Mathematics and Applications (PU.M.A.) nemzetközi matematikai folyóirat alapító főszerkesztője.

## Szakmai pályafutása
A Budapesti Zrínyi Miklós Reálgimnáziumban érettségizett 1938-ban, majd a Pázmány Péter Tudományegyetemen matematika–fizika szakos tanári oklevelet szerzett 1943-ban és bölcsészdoktori oklevelet szerzett 1946-ban. A matematikai tudományok kandidátusa fokozatot addigi tevékenységéért 1952-ben kapta meg. Az absztrakt algebra területén „A gyűrűk egy új bővítéséről” címmel írt értekezésének megvédésével az MTA doktora fokozatot 1957-ben nyerte el. A Pázmány Péter Tudományegyetem Matematikai Intézetében Fejér Lipót és Kerékjártó Béla gyakornoka (1941–1943), tanársegéde (1943–1946). A Budapesti Polgáriiskolai Tanárképző Főiskola r. tanára (1946–1949), a Szegedi Pedagógiai Főiskola, ill. a Szegedi Tanárképző Főiskola Matematika Tanszék r. tanára (1949–1952), főiskolai tanára (1952–1961) és a Tanszék vezetője (1949–1961). A Marx Károly Közgazdaságtudományi Egyetemen (MKKE) egyetemi tanár, a Gazdaságmatematikai Tanszék vezetője (1961. februártól), a Matematikai és Számítástudományi Intézet igazgatója (1976–1987). Nyugdíjazása (1993) után is, igen aktívan, élete végéig dolgozott. A BKE emeritus professzora (1995-től) és a Szegedi Juhász Gyula Tanárképző Főiskola ún. emeritus magisztere (1995-től).
Felesége Tésy Gabriella (1919–2015) matematikus volt, négy gyermekük született, Gabriella (1948) matematikus, Katalin (1950) közgazdász, Zsófia (1952–2017) közgazdász és Jenő (1957) fizikus, matematikus (2015 óta az USA-ban él családjával).

## Oktatói- és tudományszervezői munkássága a Közgazdasági Egyetemen
Az 1960-as évek elejére világossá vált, hogy a modern közgazdaságtudományhoz komoly matematikai alapokra van szükség, s ezen túlmenően egy magas szintű matematikai, módszertani tudást építő szakra, az 1960 őszén indult 5 éves terv-matematika szakra is van igény. Vezetésével 1964-re elkészítették az alapvető tárgyak (lineáris algebra, analízis, valószínűségszámítás, gazdasági programozás) egyetemi jegyzeteit, kialakították a terv-matematika szak tanmenetét elsősorban Krekó Bélával a szak korábbi kezdeményezőjével és Meszéna Györggyel, aki a szak felelőse lett. A jelentős matematikai alapozást követően több, a gazdasági alkalmazásban később jelentős téma (pl. játékelmélet, számítástechnika) – a hatvanas években forradalmian új volt a felsőfokú oktatásban. Így Magyarországon először lett egyetemi tárgy a Játékelmélet, Szép Jenő előadásában. 1962-től szakkönyv-sorozatot jelentettek meg (Matematikai ismeretek gazdasági szakemberek számára), ezek voltak az első, közgazdaságtudományi alkalmazások igényeit figyelembe vevő matematikai szakkönyvek.
Szép Jenő vezetésével a Matematika tanszék fokozatosan fejlődött mind létszámban, tudományos eredményekben, mind az oktatott tárgyak körében, színvonalában. 1977-től az akkor alakuló Matematikai és Számítástudományi Intézet igazgatója. Az intézeten belül alakult meg az országban elsőként a közgazdasági alkalmazások osztálya (későbbi operációkutatási tanszék). Olyan oktatói kutatói műhely jött létre és működött, mely nem csak a matematikai alapokat, hanem a várhatóan alkalmazható matematikai módszereket is oktatta és kutatta, továbbá kiterjedt gyakorlati alkalmazásokat is végzett. A tananyagok kidolgozása mellett számos esettanulmányt is publikáltak. A Matematika Tanszék 1969-től az alapkutatások területén elért eredményeket –a rendszeresen megjelenő sorozatban (Department of Mathematics. Karl Marx University of Economics) ismertette, 1988-ig mintegy 100 angol nyelvű kiadvány jelent meg, többségüket a Math. Reviews referálta. Rendszeresen szerveztek tudományos konferenciákat, gyakran a Magyar Közgazdasági Társaság Matematikai szakosztályával, a Bolyai János Matematikai Társulattal és a Neumann János Számítógéptudományi Társasággal együttműködve. Az 1974-ben indult, Szép Jenő szerkesztette a „Korszerű matematikai ismeretek gazdasági szakemberek számára” sorozat 10 kötetében a tanszék számos oktatója publikált, több a téma első magyar nyelvű szakkönyvének tekinthető, pl. játékelmélet. Az első kötet: Szép Jenő-Forgó Ferenc: Bevezetés a játékelméletbe 1974., gazdasági kockázat, döntési fa, numerikus analízis, fixpont és egyensúly stb. és ezek a szerzők saját eredményeit is tartalmazzák
1990-ben Franco Migliorini professzorral (Univ. degli studi di Siena) alapította a Pure Mathematics and Applications (PU.M.A.) című nemzetközi matematikai folyóiratot, melynek haláláig alapító főszerkesztője volt. Komoly nemzetközi szerkesztőgárdát állított a lap mögé. Sikerült olyan minőséget elérnie, hogy a lapot a Mathematical Reviews teljes terjedelemben referálja. Szép Jenő életében 14 kötet készült el. Élete utolsó éveiben a Kluwer Academic Publishers kiadónál indította az Advances in Mathematics című könyvsorozatot, 7 kötet jelent meg szerkesztésében.

## Kutatói munkássága
Matematikusként algebrával, elsősorban algebrai struktúrák vizsgálatával, csoportelmélettel foglalkozott, legtöbbet idézett eredménye a Zappa-Szép szorzat A közgazdasági egyetem tanáraként játékelmélettel, ill. matematikai módszerek közgazdaság-tudományi alkalmazási lehetőségeivel foglalkozott.
Számos külföldi egyetemen Róma (1961–62), Firenze University of Florence (1968, 1972), Padova (1968–69), University of Western Ontario, London (Kanada 1987), University of Salento, Lecce (1988–89), University of Siena (1990–2002) oktatott, kutatott többhónapos vendégprofesszori meghívásoknak eleget téve.
Számos tanítványa dolgozik aktív matematikusként nemcsak itthon, hanem külföldi (elsősorban olaszországi, amerikai) egyetemeken is.

### Algebrai struktúrák, csoportelmélet
Szép Jenő kutatói munkásságának kezdetén csoportelmélettel foglalkozott. Véges csoportok faktorizációiról, feloldhatósági feltételekről, nilpotens csoportokról jelentek meg cikkei. Idevágó eredményei közül az egyik legismertebb a Zappa – Szép szorzat, amelyet Zappa Guido olasz matematikussal egymástól függetlenül dolgoztak ki, és akivel később közös cikkeik is megjelentek.
Társszerzői között továbbá olyan neveket kell megemlíteni, mint Rédei László, Noboru Itô, Franco Migliorini, Helmut Jürgensen.
Később félcsoport elmélettel is foglalkozott, félcsoportok dekompozíciójáról, reguláris félcsoportok kongruencia relációiról jelentek meg cikkei. 1991-ben jelent meg H. Jürgensennel és F. Miglorinivel írt könyvük Semigroups címmel (Akadémiai Kiadó).
Faktorizálható csoportokra vonatkozó, 1963-ban publikált sejtését 1987-ben bizonyította E. Fisman és Z. Arad.

### A játékelmélet terén elért eredményei
Szép Jenő a Nash-egyensúlyi modellt általánosította és finomította. Kutatási eredményeit nemzetközi szaklapokban nem publikálta, de kutatási eredményei megjelentek könyveiben. Bevezette a csoportegyensúly koncepciót, a "szomszédság" fogalmát a stratégiák halmazán, valamint figyelembe vette a stratégiaváltás költségeit is.
1974-ben jelent meg Bevezetés a Játékelméletbe címmel Forgó Ferenccel közösen írt könyve, az első játékelmélettel foglalkozó könyv magyarul. 1983-ban adták ki a könyv német (J. Szép. und F. Forgó, Einführung in die Spieltheorie, Akadémiai Kiadó, 1983.), 1985-ben pedig az angol változatát (J. Szép and F. Forgó, Introduction to the theory of games, Akadémiai Kiadó,1985.). A Springer kiadó gondozásában e-könyvként is elérhető (https://link.springer.com/book/10.1007/978-94-009-5193-8). 1999-ben jelent meg a könyv átírt, kibővített változata (F. Forgó, J. Szép and F. Szidarovszky, Introduction to the theory of games: Concepts, methods, applications, Kluwer 1999). Ezeket a könyveket tankönyvként használták a világ több egyetemén.

### Kódelmélet
Vectorproducts and Applications című könyve (Akadémiai Kiadó, 1998.) a rendszerelmélet új megközelítését vázolja, részben 1990-1995 közötti eredményeinek összefoglalása, részben annak bemutatása, hogyan alkalmazhatók multiplikatív struktúrák pl. a kódelméletben, játékelméletben, eloszlásvektoroknál.

## Fontosabb művei
- Szép Jenő (1920–2004) 56 publikációjának az adatai. OSZK. Katalógus.
- Főbb művei:
- Bibliográfiája mintegy 180 művet tartalmaz, a Mathematical Reviews 95 munkáját[17] referálta.
- 1985-ben írt Introduction to the Theory of Games Forgó Ferenccel írt könyvét a Springer kiadó e-book formájában is kiadta, melyet 2022. áprilisában már több mint 11 ezren letöltöttek.[18]
- A Zentralblatt für Mathematik ingyenes online adatbázisában 95 publikációja szerepel.[19][20]
- Über die als Produkt zweier Untergruppen darstellbaren endlicher Gruppen. (Commentarii Mathematicae Helvetici, 1949)
- On Simple Groups. (Publicationes Mathematicae, 1949)
- Véges egyszerű csoportokról. (Az Első Magyar Matematikai Kongresszus Közleményei, 1950 évi kongresszus, megjelent 1952. 451-453.o.)
- On the structure of groups which can be represented as the product of two subgroups. (Acta Scientarium Mathematicarium (Szeged), 1950. tom. 12. p. 57-61)
- Über die endlichen nilpotenten Gruppen. Rédei Lászlóval. (Monatshefte für Mathematik, 1951. bd. 55. p. 200-205)
- Zur Theorie der endlichen einfachen Gruppen. (Acta Scientiarum Mathematicarum (Szeged, 1952. tom. 14. fasc. 4.p. 246)
- Eine Verallgemeinerung der Remakschen Zerlegung. Rédei Lászlóval. (Acta Scientiarum Mathematicarum (Szeged), 1953. tom. 15. fasc.1. p. 85-86.)
- Zur Theorie der faktorisierbaren Gruppen. (Acta Scientiarum Mathematicarum (Szeged), 1955. tom. 16. fasc. 1-2. p. 54-57.)
- Über die Faktorisation von Gruppen. Noboru Itô-val (Acta Scientiarum Mathematicarum (Szeged), 1955. tom. 16. fasc. 3-4. p. 229-231.)
- Zur Theorie der Halbgruppen. (Publicationes Mathematicae (Debrecen), 1956. tom. 4. fasc. 3-4. p. 344-346.)
- Gyűrűk egy új bővítéséről. Doktori értekezés (Szeged, 1957)
- A többszörösen tökéletes számokról. (Szegedi Pedagógiai Főiskola Évkönyve, 1958. 215-219. o.)
- Halmazoknak részhalmazokkal történő befedéséről. (Szegedi Pedagógiai Főiskola Évkönyve, 1959. 303-309.o.)
- A faktorizálható csoportokról. (Szegedi Pedagógiai Főiskola Évkönyve, 1960. 225-236. o.)
- Arithmetika és algebra. I–II. köt. Főiskolai jegyzet. (Bp., Felsőoktatási Jegyzetellátó, 1960–1962)
- Matematika. 1. Lineáris algebra. Egyetemi jegyzet. Krekó Bélával. (Bp., Tankönyvkiadó, 1962 2. kiad. 1964)
- Matematika. 3. Valószínűségszámítás. Egyetemi jegyzet Krekó Bélával. (Bp., Tankönyvkiadó, 1962 4. kiad. 1964)
- Analízis. Egyetemi jegyzet. (Bp., 1962 2. átdolgozott és bővített kiadás, 1972, 13-ik kiadás 1985)
- Analízis. Monográfia. (Matematikai ismeretek gazdasági szakemberek számára. Bp., Közgazdasági és Jogi Könyvkiadó 510 o. 1965, 2. bővített kiadás Kósa Andrással 771 o. 1972)
- On Foundation of Game Theory. (Bp., 1970 Department of Mathematics. Karl Marx University of Economics. ISSN 0134-1596 1970-3)
- On equilibrium of systemsI-II. Hegedűs Miklóssal (1973 és 1974 Department of Mathematics, Karl Marx University of Economics, ISSN 0134-1596 1973-4, 1974-3, Budapest)
- A matematikai oktatás helye és szerepe a közgazdászképzésben. (Szigma, 1972. 2. sz 175-176 o.)[21]
- A Marx Károly Közgazdasági Egyetem Matematikai és Számítástudományi Intézet munkássága. Meszéna Györggyel (Szigma, 1982. 3.sz. 229-232 o.)[22]
- Egyensúlyi rendszerek. 1–3. Hegedűs Miklóssal. (Szigma, 1973. 4. sz. 255-272 o., 1974.3.sz. 177-190. o. ,1975/2-3. sz. 101-110 o.)[23][24][25]
- Bevezetés a játékelméletbe. Forgó Ferenccel. (Korszerű matematikai Ismeretek gazdasági szakemberek számára. Bp., Közgazdasági és Jogi Könyvkiadó, 1974. ISBN 963 220 010 1 német nyelvű átdolgozott és bővített kiad.: Einführung in die Spieltheorie. Frankfurt/Main, 1983. Akadémiai Kiadó, ISBN 963 05 2885 1, angol nyelvű átdolgozott és bővített kiadás.: Introduction to the Theory of Games. Akadémiai Kiadó és D. Reidel Publishing Company Dordrecht–Boston–Lancaster, 1985. hard cover ISBN 978-90-277-1404-6 soft cover ISBN 978-94-010-8796-4 e-book, 2013 ISBN 978-94-009-5193-8 [18].
- A gazdasági kockázat és mérésének módszerei. Társszerzők: Bácskai Tamás, Huszti Ernő, Meszéna György, Mikó Gyula (Korszerű matematikai Ismeretek gazdasági szakemberek számára. Bp., Közgazdasági és Jogi Könyvkiadó, 1976. ISBN 963 220 314 3 Orosz nyelvű kiadás Moszkva, Ekonomika 1979.
- On a Special Decomposition of Regular Semigroups. Migliorini, F.-fel. (Acta Scientiarum Mathematicarum, 1978. tom. 40. fasc. 1-2. 121-128 p.)
- Conference on System Theoretical Aspects in Computer Science. Salgótarján, 1982. máj. 24–26. Szerk. Peák Istvánnal. (Bp., BKE Matematikai és Számítástudományi Intézet 238 o. 1982)
- Mathematical Analysis and System Theory. I–IV. köt. Szerk. Tallos Péterrel. (Bp., Department of Mathematics, Karl Marx University of Economics, 1984/5, 1985/2, 1986/5, 1987/3)
- Conference on Automata, Languages and Mathematical Systems. Salgótarján, 1984. máj. 21–23. Szerk. Peák Istvánnal. (Bp., BKE Matematika Tanszék, 1984, 249 o.)
- Semigroups. Monográfia. Jürgensen, Helmuttal Migliorini, F.-fel. (Bp., Akadémiai Kiadó 1991–, 121 o.) ISBN 963 05 6046 1
- The Subsets Cn in Finite Groups and Inverse Semigroups. I-II. Migliorini, F.-fel. (Pure Mathematics and Applications, 1994. Vol. 5. No. 2 205-216 p., 1995. Vol. 6. No. 1. 57-67 p.)
- Vectorproducts and Applications. – 1998. Monográfia. (Bp., Akadémiai Kiadó, 1998. 109 p. ISBN 963 05 7534 5)
- Introduction to the Theory of Games: Concepts, Methods, Applications. Monográfia. Forgó Ferenccel, Szidarovszky Ferenccel. (Dordrecht : Kluwer, Nonconvex Optimization and Its Applications. Vol. 32. Dordrecht–Boston–London, 1999 ISBN 0 7923 5775 2).

## Emlékezete
- A Sienai Egyetem Szép Jenő tiszteletére, pár hónappal halála után, 2005. februárjában két napos emlékülést szervezett. Az emlékülés előadásai a PUMA 2005. Volume 16. N1-2 számban[26] jelentek meg.
- A Budapesti Corvinus Egyetem Matematika és Operációkutatási Tanszékének munkatársai a Sóház 203. termének Szép Jenő professzor úr emlékére a „Szép Jenő terem” nevet adták 2008. június 4-én.
- Szép Jenő családja támogatásával a BKTE Alapítvány a Matematika és Operációkutatási Tanszék kuratóriuma javaslatára Szép Jenő-díjat alapított tehetséges egyetemi hallgatók, fiatal kutatók jutalmazására. A díj először 2009-ben került átadásra.[27]